# هروویه کاچیچ
هروویه کاچیچ (انگلیسی: Hrvoje Kačić؛ زادهٔ ۱۲ ژانویهٔ ۱۹۳۲) سیاستمدار، بازیکن واترپلو اهل یوگسلاوی بود.